# ريال سعودي
الريال السعودي (علامته: ، وترميزه: SAR،) هو الوحدة الأساسية لعملة السعودية، ويتكون الريال من 100 هللة، ويصدر الريال عن البنك المركزي السعودي، قابل للتحويل إلى العملات الأجنبية ولا توجد قيود على عمليات التحويل النقدي من وإلى المملكة. ويعادل الدولار الأمريكي 3.75 ريالاً. والريال مرتبط بالدولار الأمريكي عند 3.75 ريالات منذ 1986.

## أصل الريال

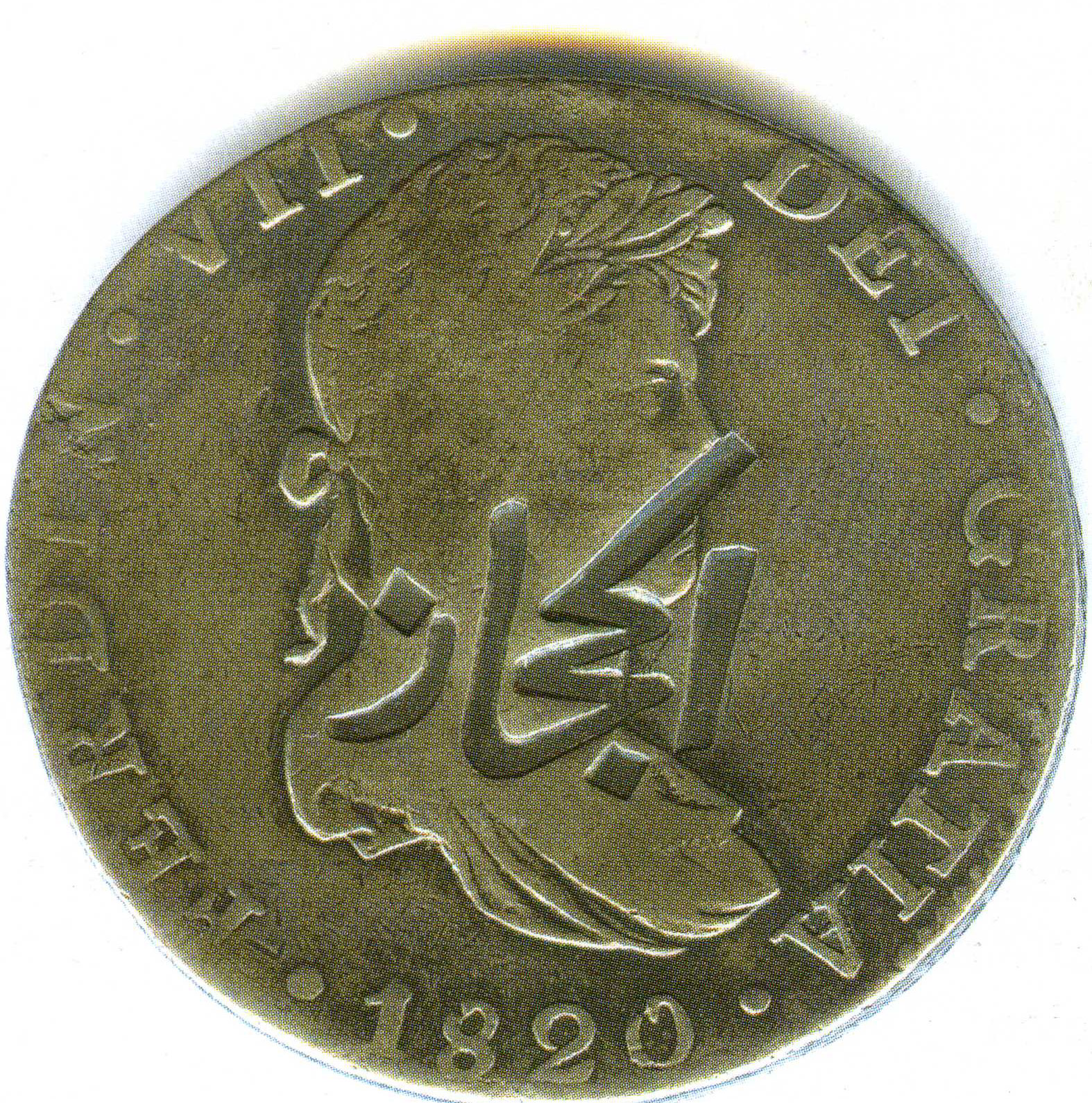
عملة إسبانية تحمل صورة ملك إسبانيا فرناندو السابع وقد نقش عليها اسم الحجاز وكانت تستخدم في الحجاز سنة 1820 م.

الريال عبارة عن صكوك وعملات فضية كانت تستخدم في التجارة العالمية بشكل مستمر منذ الإصدار الأول لها في عام 1741. وسمي باسم الملكة ماريا تريزا التي حكمت النمسا والمجر وبوهيميا من عام 1740 إلى 1780. وبتاريخ 19 سبتمبر 1857 أعلن الإمبراطور فرانز جوزيف إمبراطور النمسا بأن دولار ماريا تريزا هو العملة الرسمية للتجارة في النمسا. ولكن بعدها بسنة أي 31 أكتوبر 1858 فقدت تلك العملة وضعها الرسمي داخل النمسا. تم صك تلك العملة في بيرمنغهام وبومباي وبروكسل ولندن باريس وروما وأوترخت بهولندا بالإضافة إلى صك نقود هابسبورغ في جنزبرج وهال وكارلسبرغ وكريمنيكا وميلانو وبراغ وفيينا. فما بين عامي 1751 و2000 تم صك 389 مليون عملة، باختلافات طفيفة بالصليب وشعار الوردة. وفي عام 1946 ألغى مصنع صك العملة النمساوي جميع الحقوق للحكومات الأجنبية لصك نسخ من هذه العملة وبالتالي فإن هذا المصنع يكون قد أنتج كمية تساوي 49 مليون تالر ماريا تريزا.
كان تالر ماريا تريزا يستخدم على نطاق واسع كعملة في مناطق غرب الجزيرة العربية، بما في ذلك الحجاز واليمن وحضرموت وظفار وشرق أفريقيا. وكانت تسمى بالريال الفرنسي وأيضاً الريال النمساوي، وهي عملة فضية بها صورة للإمبراطورة ممتلئة الجسم بالوجه الرئيسي وبالخلف شعار هابسبورغ النسر ذو الرأسين. وكان الطلب المتواصل على هذه الدولارات بعد وفاتها في سنة 1780م هائلا إلى حد جعل دار الضرب الرسمية النمساوية تواصل سكها مع الاحتفاظ بالتاريخ نفسه 1780م منقوشا عليها لمئتي عام بعد وفاتها. وعلى الرغم من أن أنواعا عديدة من الدولارات أو الثيلرات قد جرى سكها لتلبية احتياجات البلدان الإسلامية من العملات في ذلك الزمن، إلا أن دولارات ماريا تيريزا ظلت العملة البارزة والشائعة على نطاق عالمي واستخدمت في تجارة الشرق. لقد استخدمت هذه الدولارات في جميع أنحاء تلك المناطق كعملة تجاوزت حدودها الإقليمية يمكن تداولها دون اللجوء إلى الصرافين أو مكاتب بيع العملات. إلا أن هذا الوضع أثر تأثيراً سلبيا على العملات الإسلامية المحلية لأنها لم تكن تحظى بنفس شعبية الدولار الذي اعتبر عملة على درجة أعلى من حيث الوزن والنقاوة.

## العملة الورقية في السعودية

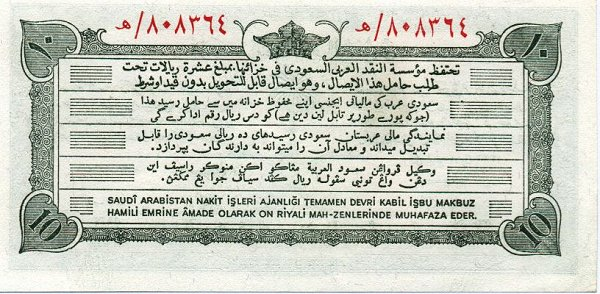
فئة ما كان يعرف بإيصالات للحجاج قبل ظهور الريال وهي تعادل 10 ريالات.

يعود تاريخ الريال في بداياته إلى عهد الملك عبد العزيز وذلك بعد تحويل البلاد من مملكة الحجاز ونجد وملحقاتها إلى المملكة العربية السعودية، حيث صدر مرسوم ملكي برقم (2716) وتاريخ 7 جمادى الأولى 1351 هـ الموافق 22 سبتمبر 1932م، وتقرر استخدام لقب «ملك المملكة العربية السعودية» بدلاً من لقب «ملك الحجاز ونجد وملحقاتها». إلا أن هذا اللقب لم يظهر على النقود إلا في سنة 1354 هـ الموافقة لسنة 1935م، عندما جرى طرح أول نقد سعودي حمل الاسم الجديد للدولة بعد توحيدها، وكان ذلك على الريال الفضي الجديد وأجزائه من فئة نصف الريال، وفئة ربع الريال.
تميز هذا الريال بصغر حجمه، وخفة وزنه مقارنة بالريال العربي المستخدم سابقاً له. أما بالنسبة لتصميمه، فقد جرى سكه بشكل مطابق لتصميم الريال السابق من حيث زخارفه وأشكاله وتوزيع عباراته، التي اختلفت على وجه الريال الجديد. فقد حمل مركز الوجه اسم الملك كاملاً (عبد العزيز بن عبد الرحمن آل سعود) تحف به من الخارج دائرة تفصله عن كتابات الهامش التي تضمنت اللقب الجديد للملك (ملك المملكة العربية السعودية)، نقش أسفل منه شعار الدولة. أما الظهر فقد جاء مطابقاً للريال السابق عدا سنة سكه (1354هـ). أما النقود المعدنية المصنوعة من الكوبر نيكل من فئة القرش وأجزائه من فئة نصف القرش، وفئة ربع القرش، فإنه لم يجر سكها بالاسم الجديد للدولة إلا في سنة 1356 هـ (1937م).
في سنة 1367 هـ الموافقة لسنة 1948م جرى سك الريال الفضي الواحد دون أجزائه، وطرح في الأسواق بتصميمه السابق عدا سنة سكه (1367) المنقوشة في آخر سطر من كتابات مركز الظهر. ثم أعيد سكه مرة أخرى سنة 1370 هـ (1951م) دون أجزائه أيضاً، وخلال السنة نفسها، جرى ولأول مرة في العهد السعودي سك الجنيه الذهبي الذي كان في تصميمه مشابهاً للريال الفضي، وبالتحديد من حيث زخارفه ومأثوراته فيما عدا سنة سكه وقيمته بالأحرف المنقوشة في أعلى هامش الظهر (جنيه عربي سعودي واحد). لكن طرحه قد تأجل حتى سنة 1372 هـ (1952م) بعد أن تم إنشاء مؤسسة النقد العربي السعودي (البنك المركزي السعودي).

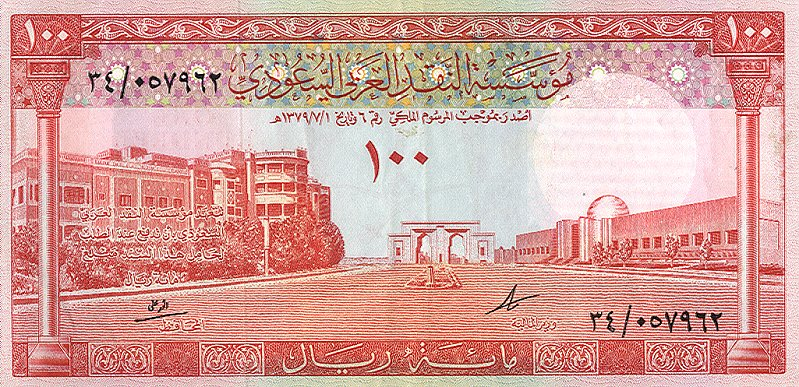
واجهة أمامية لعملة ورقية من فئة مئة ريال أصدرت في عهد سعود بن عبد العزيز، وقد كانت العملة في ذلك الوقت لا تحمل صورة لأي ملك.

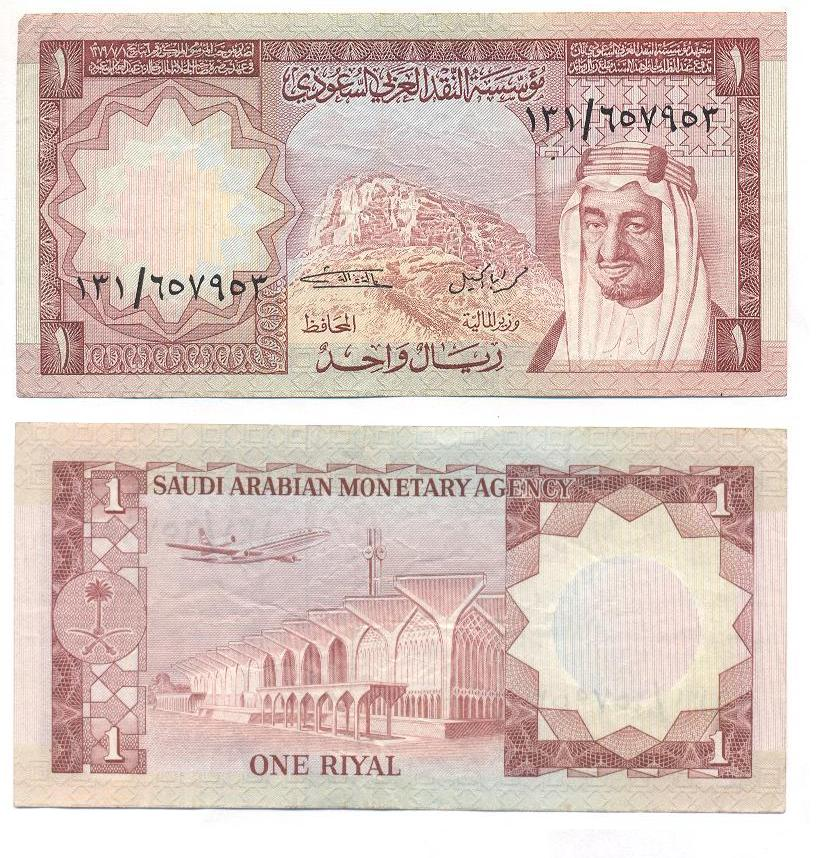
أول عملة يتم فيها وضع صورة لملك، كانت قد أصدرت في عهد خالد بن عبد العزيز، وتحمل صورة الملك فيصل بن عبد العزيز.

في 14 ذو القعدة 1372 هـ الموافق 25 يوليو 1953م، قامت مؤسسة النقد بإصدار ما عرف آنذاك بإيصالات الحجاج وطرحها للتداول، وقد كانت تلك الإيصالات من فئة العشرة ريالات، والتي طبع منها خمسة ملايين إيصال، كطبعة أولى، كتب على هذا الإيصال عبارات متعددة باللغة العربية، والفارسية، والإنجليزية، والأردية، والتركية، والمالاوية، ما يحفظ لحاملها قيمة هذا الإيصال من الريالات الفضية السعودية. وقد لاقت الاستحسان والقبول من قبل الحجاج، ونالت ثقة الناس في السوق المحلية من تجار ومواطنين. ذلك الأمر دفع بالمؤسسة إلى إعادة إصدار تلك الفئة وفئتين جديدتين أخريين من فئة الخمسة ريالات سنة 1373 هـ ( 1954م )، وفئة الريال الواحد سنة 1375 هـ (1956م) ولم يستبدل المواطنين والحجاج تلك الإيصالات بالعملة المعدنية، بل استمروا في تداولها.
لاحقاً أصدرت عملة الريال السعودي الورقية من فئة 1، 5، 10، 50، 100، في إصداراتها الثلاثة الأولى بعد إصدار إيصالات الحجاج، وذلك في عهد سعود بن عبد العزيز وفيصل وخالد، على التوالي، كما تمت ولأول مرة إضافة صورة لملك على العملة الورقية النقدية في عهد الملك خالد وكانت تحمل صورة الملك فيصل بجميع فئاتها ما عدا فئة 100 ريال التي حملت صورة الملك عبد العزيز. في الإصدار الرابع وتحديداً في عهد فهد بن عبد العزيز تمت إضافة فئة 500 ريال التي حملت صورة عبد العزيز بينما بقية الفئات حملت صورته، وقد تم في عهده أيضاً عمل إصدار خاص بمناسبة المئوية على تأسيس المملكة، ويشمل هذا الإصدار على فئتي 20 و200 ريال وقد حملت صورة الملك عبد العزيز.
في سنة 1428 هـ الموافقة 2007 - 2008، في عهد الملك عبد الله بن عبد العزيز تم طرح الإصدار الخامس والذي جاء بنفس الفئات المستخدمة في الإصدار الرابع دون الإصدار الخاص بمناسبة المئوية، وهذا الإصدار يحمل صورة عبد الله بن عبد العزيز في جميع فئاته ما عدا فئة 500 ريال التي تحمل صورة الملك عبد العزيز. الريال السعودي مرتبط بالدولار الأمريكي، فالدولار الأمريكي يساوي 3.75 ريال سعودي.

## العملات السابقة

### إيصالات الحجاج
| إصدار 1953/1956 | إصدار 1953/1956 | إصدار 1953/1956 | إصدار 1953/1956         | إصدار 1953/1956 | إصدار 1953/1956 | إصدار 1953/1956                                   | إصدار 1953/1956                                                                 | إصدار 1953/1956 | إصدار 1953/1956 |
| الصورة          | الصورة          | الفئة           | أبعاد الفئة (بالمليمتر) | اللون           | اللون           | الوصف                                             | الوصف                                                                           | الوصف           | تاريخ الطباعة   |
| الواجهة         | الخلفية         | الفئة           | أبعاد الفئة (بالمليمتر) | اللون           | اللون           | الواجهة                                           | الخلفية                                                                         | العلامة المائية | تاريخ الطباعة   |
| --------------- | --------------- | --------------- | ----------------------- | --------------- | --------------- | ------------------------------------------------- | ------------------------------------------------------------------------------- | --------------- | --------------- |
|                 |                 | 1               | 127 × 72                |                 | أحمر            | يتوسط الورقة بوابة قصر الملك سعود بجدة (قصر خزام) | يتوسط الورقة شعار السعودية                                                      |                 | 1956            |
|                 |                 | 5               | 156 × 66                |                 | أزرق            | يتوسط الورقة صورة تمثل مركب شراعي بميناء جدة.     | يتوسط الورقة شعار السعودية                                                      |                 | 1954            |
|                 |                 | 10              | 138 × 66                |                 | أخضر            | توسط الورقة شعار السعودية.                        | كتابة تعهد بقيمة الإيصال باللغات العربية والأردية والفارسية والملاوية والتركية. |                 | 1953            |
|                 |                 | 10              | 173 × 78                |                 | أخضر            | يتوسط الورقة صورة تمثل مركبان شراعيان بميناء جدة. | على جانبي الورقة صورة تمثل شعار السعودية.                                       |                 | 1954            |

### الإصدار الأول
| إصدار 1961—1966 | إصدار 1961—1966 | إصدار 1961—1966 | إصدار 1961—1966         | إصدار 1961—1966 | إصدار 1961—1966 | إصدار 1961—1966 | إصدار 1961—1966            | إصدار 1961—1966 | إصدار 1961—1966 |
| الصورة          | الصورة          | الفئة           | أبعاد الفئة (بالمليمتر) | اللون           | اللون           | الوصف | الوصف                      | الوصف           | تاريخ الطباعة   |
| الواجهة         | الخلفية         | الفئة           | أبعاد الفئة (بالمليمتر) | اللون           | اللون           | الواجهة | الخلفية                    | العلامة المائية | تاريخ الطباعة   |
| --------------- | --------------- | --------------- | ----------------------- | --------------- | --------------- | --- | -------------------------- | --------------- | --------------- |
|                 |                 | 1               | 128 × 62                |                 | عنابي           | يتوسط الورقة صورة تمثل جبل النور                                                                                       | يتوسط الورقة شعار السعودية |                 | 1961            |
|                 |                 | 5               | 157 × 66                |                 | أزرق            | يتوسط الورقة صورة تمثل قصر المصمك                                                                                      | يتوسط الورقة شعار السعودية |                 | 1961            |
|                 |                 | 10              | 165 × 70                |                 | أخضر            | صورة تمثل ميناء جدة و يظهر به مركبان شراعيان                                                                           | يتوسط الورقة شعار السعودية |                 | 1961            |
|                 |                 | 50              | 170 × 78                |                 | عنابي           | يتوسط الورقة مصفاة بترول                                                                                               | يتوسط الورقة شعار السعودية |                 | 1961            |
|                 |                 | 100             | 176 × 86                |                 | أحمر            | يتوسط الورقة صورة تمثل بوابة قصر الناصرية، في اليسار صورة تمثل مجلس الوزراء، يمين الورقة صورة تمثل المعهد الملكي الفني | يتوسط الورقة شعار السعودية |                 | 1961            |

### الإصدار الثاني
| إصدار 1966—1971 | إصدار 1966—1971 | إصدار 1966—1971 | إصدار 1966—1971         | إصدار 1966—1971 | إصدار 1966—1971 | إصدار 1966—1971                                                          | إصدار 1966—1971                      | إصدار 1966—1971 | إصدار 1966—1971 |
| الصورة          | الصورة          | الفئة           | أبعاد الفئة (بالمليمتر) | اللون           | اللون           | الوصف                                                                    | الوصف                                | الوصف           | تاريخ الطباعة   |
| الواجهة         | الخلفية         | الفئة           | أبعاد الفئة (بالمليمتر) | اللون           | اللون           | الواجهة                                                                  | الخلفية                              | العلامة المائية | تاريخ الطباعة   |
| --------------- | --------------- | --------------- | ----------------------- | --------------- | --------------- | ------------------------------------------------------------------------ | ------------------------------------ | --------------- | --------------- |
|                 |                 | 1               | 128 × 62                |                 | عنابي           | يتوسط الورقة صورة تمثل مبنى وزارة الخارجية في جدة.                       | يتوسط الورقة شعار المملكة داخل قوس.  |                 | 1968            |
|                 |                 | 5               | 146 × 66                |                 | أخضر            | يتوسط الورقة صورة تمثل مبنى مطار الظهران.                                | صورة تمثل ميناء الدمام البحري.       |                 | 1968            |
|                 |                 | 10              | 158 × 70                |                 | أزرق            | يتوسط الورقة صورة تمثل الحرم المكي بمآذنه الشاهقة.                       | صورة تمثل جدار المسعى من الخارج.     |                 | 1968            |
|                 |                 | 50              | 170 × 78                |                 | بني             | يمين الورقة صورة داخلية للمسجد النبوي الشريف ويتوسط الورقة شعار المملكة. | يتوسط الورقة صورة تمثل مزرعة بالخرج. |                 | 1968            |
|                 |                 | 100             | 176 × 82                |                 | أحمر            | صورة تمثل مبنى مجلس الوزراء بالرياض، وشعار المملكة.                      | صورة تمثل مصفاة بترول أرامكو.        |                 | 1968            |

### الإصدار الثالث
| إصدار 1976/1977 | إصدار 1976/1977 | إصدار 1976/1977 | إصدار 1976/1977         | إصدار 1976/1977 | إصدار 1976/1977 | إصدار 1976/1977                                                                                        | إصدار 1976/1977                           | إصدار 1976/1977 | إصدار 1976/1977 |
| الصورة          | الصورة          | الفئة           | أبعاد الفئة (بالمليمتر) | اللون           | اللون           | الوصف                                                                                                  | الوصف                                     | الوصف           | تاريخ الطباعة   |
| الواجهة         | الخلفية         | الفئة           | أبعاد الفئة (بالمليمتر) | اللون           | اللون           | الواجهة                                                                                                | الخلفية                                   | العلامة المائية | تاريخ الطباعة   |
| --------------- | --------------- | --------------- | ----------------------- | --------------- | --------------- | --- | ----------------------------------------- | --------------- | --------------- |
|                 |                 | 1               | 130 × 65                |                 | بني             | يتوسط الورقة صورة جبل النور بمكة المكرمة، يمين الورقة صورة تمثل الملك فيصل بن عبد العزيز.              | صورة تمثل مطار الظهران.                   |                 | 1976            |
|                 |                 | 5               | 152 × 70                |                 | أخضر            | يتوسط الورقة صورة تمثل قنوات الري الحديثة بالهفوف، يمين الورقة صورة تمثل الملك فيصل بن عبد العزيز.     | صورة تمثل سد وادي جازان.                  |                 | 1976            |
|                 |                 | 10              | 164 × 74                |                 | بني             | يتوسط الورقة صورة تمثل مصفاة زيت، يمين الورقة صورة تمثل الملك فيصل بن عبد العزيز.                      | صورة تمثل مصفاة رأس تنوره.                |                 | 1976            |
|                 |                 | 50              | 176 × 76                |                 | أخضر غامق       | يتوسط الورقة صورة تمثل المسجد النبوي الشريف من الداخل، يمين الورقة صورة تمثل الملك فيصل بن عبد العزيز. | صورة تمثل المسجد النبوي الشريف من الداخل. |                 | 1976            |
|                 |                 | 100             | 182 × 86                |                 | أزرق            | يتوسط الورقة صورة تمثل الحرم المكي الشريف، يمين الورقة صورة تمثل الملك عبد العزيز.                     | صورة تمثل جدار المسعى من الخارج.          |                 | 1976            |

### الإصدار الرابع
| إصدار 1983/1984 | إصدار 1983/1984 | إصدار 1983/1984 | إصدار 1983/1984         | إصدار 1983/1984 | إصدار 1983/1984 | إصدار 1983/1984 | إصدار 1983/1984                        | إصدار 1983/1984 | إصدار 1983/1984 |
| الصورة          | الصورة          | الفئة           | أبعاد الفئة (بالمليمتر) | اللون           | اللون           | الوصف | الوصف                                  | الوصف           | تاريخ الطباعة   |
| الواجهة         | الخلفية         | الفئة           | أبعاد الفئة (بالمليمتر) | اللون           | اللون           | الواجهة | الخلفية                                | العلامة المائية | تاريخ الطباعة   |
| --------------- | --------------- | --------------- | ----------------------- | --------------- | --------------- | --- | -------------------------------------- | --------------- | --------------- |
|                 |                 | 1               | 134 × 62                |                 | بني غامق        | يتوسط الورقة صورة تمثل الملك فهد بن عبد العزيز، يليها من اليسار وجه أول دينار إسلامي.                                                              | صورة تمثل منظر طبيعي به زهور.          |                 | 1984            |
|                 |                 | 5               | 145 × 66                |                 | زهري            | يتوسط الورقة صورة تمثل الملك فهد بن عبد العزيز، يلي الصورة من اليسار صورة تمثل مراكب تسيل في الخليج.                                               | صورة تمثل منشآت بترولية.               |                 | 1983            |
|                 |                 | 10              | 150 × 68                |                 | رمادي           | يتوسط الورقة صورة تمثل الملك فهد بن عبد العزيز، يلي الصورة من اليسار صورة تمثل قصر المربع بالرياض.                                                 | صورة تمثل مزرعة نخل.                   |                 | 1983            |
|                 |                 | 50              | 155 × 70                |                 | أخضر            | يتوسط الورقة صورة تمثل الملك فهد بن عبد العزيز، يلي الصورة من اليسار صورة تمثل مسجد قبة الصخرة.                                                    | صورة تمثل المسجد الأقصى الشريف بالقدس. |                 | 1983            |
|                 |                 | 100             | 160 × 72                |                 | بني فاتح        | يتوسط الورقة صورة تمثل الملك فهد بن عبد العزيز، يلي الصورة من اليسار الطبقة المعدنية وصورة تمثل المسجد النبوي الشريف من الأعلى تظهر فيه قبب ومآذن. | صورة تمثل المسجد النبوي الشريف.        |                 | 1984            |
|                 |                 | 500             | 166 × 74                |                 | بنفسجي داكن     | يتوسط الورقة صورة تمثل الملك عبد العزيز، يلي الصورة من اليسار الطبقة المعدنية، يليها صورة تمثل الكعبة المشرفة.                                     | صورة تمثل الحرم المكي الشريف.          |                 | 1983            |

### الإصدار الخامس
| إصدار 2007/2016 | إصدار 2007/2016 | إصدار 2007/2016 | إصدار 2007/2016         | إصدار 2007/2016 | إصدار 2007/2016 | إصدار 2007/2016                                                                                           | إصدار 2007/2016                                         | إصدار 2007/2016                                         | إصدار 2007/2016 |
| الصورة          | الصورة          | الفئة           | أبعاد الفئة (بالمليمتر) | اللون           | اللون           | الوصف | الوصف                                                   | الوصف                                                   | تاريخ الطباعة   |
| الواجهة         | الخلفية         | الفئة           | أبعاد الفئة (بالمليمتر) | اللون           | اللون           | الواجهة                                                                                                   | الخلفية                                                 | العلامة المائية                                         | تاريخ الطباعة   |
| --------------- | --------------- | --------------- | ----------------------- | --------------- | --------------- | --- | ------------------------------------------------------- | ------------------------------------------------------- | --------------- |
|                 |                 | 1               | x 123 62                |                 | أخضر            | يتوسط الورقة صورة تمثل وجه أول دينار إسلامي، يليها من اليمين تمثل الملك عبد الله.                         | صورة تمثل مبني المركز الرئيسي للبنك المركزي السعودي.    | صورة الملك عبد الله والمرسبة الطابعية الكهربائية 1.     | 2007            |
|                 |                 | 5               | 145 x 66                |                 | بنفسجي          | يتوسط الورقة صورة صورة تمثل مصفاة رأس تنوره في المنطقة الشرقية، يليها من اليمين صورة تمثل الملك عبد الله. | صورة تمثل ميناء الجبيل في المنطقة الشرقية.              | صورة الملك عبد الله والمرسبة الطابعية الكهربائية 5.     | 2007            |

الإصدار الخامس في عهد الملك عبد الله بن عبد العزيز آل سعود.

|                 |                 | 10              | 150 x 68                |                 | بني             | يتوسط الورقة صورة تمثل قصر الملك عبد العزيز بالمربع، يليها من اليمين صورة تمثل الملك عبد الله.            | صورة تمثل مباني مركز الملك عبد العزيز التاريخي بالرياض. | صورة الملك عبد الله والمرسبة الطابعية الكهربائية 10.    | 2007            |
|                 |                 | 50              | 155 x 68                |                 | أخضر            | يتوسط الورقة صورة تمثل مسجد قبة الصخرة، يليها من اليمين صورة تمثل الملك عبد الله.                         | صورة تمثل المسجد الأقصى الشريف بالقدس.                  | صورة الملك عبد الله والمرسبة الطابعية الكهربائية 50.    | 2008            |
|                 |                 | 100             | 166 x 72                |                 | أحمر            | يتوسط الورقة صورة تمثل القبة الخضراء للمسجد النبوي الشريف، يليها من اليمين صورة تمثل الملك عبد الله.      | صورة تمثل المسجد النبوي الشريف.                         | صورة الملك عبد الله والمرسبة الطابعية الكهربائية 100.   | 2007            |
|                 |                 | 500             | 166 x 74                |                 | أزرق            | يتوسط الورقة صورة تمثل الكعبة المشرفة، يليها من اليمين صورة تمثل الملك عبد العزيز                         | صورة تمثل الحرم المكي الشريف.                           | صورة الملك عبد العزيز والمرسبة الطابعية الكهربائية 500. | 2007            |

### عملات معدنية سابقة

العملة النقدية المعدنية عشر هللات وتظهر في وسط العملة عبارة "قرشان" وقد أصدرت في عهد الملك فهد بن عبد العزيز سنة 1408هـ.

صورة لورقتين من فئة 5 ريال، (في الأعلى نسخة "البوليمر"، وفي الأسفل النسخة الورقية).

- ربع قرش = 1,25 هللة وربع الهللة
- نصف قرش = 2,5 هللتين ونصف الهللة.
- قرش = 5 هللات.
- قرشان = 10 هللات.
- 5 قروش = 25 هللة.
- 10 قروش = 50 هللة.
- 20 قرش = 100 هللة.

## الإصدار السادس (الحالي)

### العملات الورقية
| إصدار2016-حتى الآن | إصدار2016-حتى الآن | إصدار2016-حتى الآن | إصدار2016-حتى الآن      | إصدار2016-حتى الآن | إصدار2016-حتى الآن | إصدار2016-حتى الآن                                                                             | إصدار2016-حتى الآن                        | إصدار2016-حتى الآن                                       | إصدار2016-حتى الآن |
| الصورة             | الصورة             | الفئة              | أبعاد الفئة (بالمليمتر) | اللون              | اللون              | الوصف                                                                                          | الوصف                                     | الوصف                                                    | تاريخ الطباعة      |
| الواجهة            | الخلفية            | الفئة              | أبعاد الفئة (بالمليمتر) | اللون              | اللون              | الواجهة                                                                                        | الخلفية                                   | العلامة المائية                                          | تاريخ الطباعة      |
| ------------------ | ------------------ | ------------------ | ----------------------- | ------------------ | ------------------ | ---------------------------------------------------------------------------------------------- | ----------------------------------------- | -------------------------------------------------------- | ------------------ |
|                    |                    | 5                  | 145 x 66                |                    | بنفسجي             | صورة لخادم الحرمين الشريفين الملك سلمان بن عبد العزيز آل سعود ومنظر لحقل شيبة في الربع الخالي. | منظر زهور من المملكةالعربية السعودية.     | صورة الملك سلمان و المرسبة الطابعية الكهربائية 5.        | 2016               |
|                    |                    | 10                 | 150 x 68                |                    | بني                | صورة لخادم الحرمين الشريفين الملك سلمان بن عبد العزيز آل سعود ومنظر لقصر المربع بالرياض.       | منظر لمركز الملك عبد الله المالي بالرياض. | صورة الملك سلمان و المرسبة الطابعية الكهربائية 10.       | 2016               |
|                    |                    | 50                 | 155 x 70                |                    | أخضر               | صورة لخادم الحرمين الشريفين الملك سلمان بن عبد العزيز آل سعود ومسجد قبة الصخرة.                | منظر للمسجد الأقصى بالقدس الشريف.         | صورة الملك سلمان و المرسبة الطابعية الكهربائية 50.       | 2016               |
|                    |                    | 100                | 160 x 72                |                    | أحمر               | صورة لخادم الحرمين الشريفين الملك سلمان بن عبد العزيز آل سعود والقبة الخضراء للمسجد النبوي.    | منظر للمسجد النبوي بالمدينة المنورة.      | صورة الملك سلمان و المرسبة الطابعية الكهربائية 100.      | 2016               |
|                    |                    | 500                | 166 x 74                |                    | أزرق               | صورة الملك عبد العزيز بن عبد الرحمن آل سعود والكعبة المشرفة.                                   | منظر للمسجد الحرام بمكة المكرمة.          | صورة الملك عبد العزيز و المرسبة الطابعية الكهربائية 500. | 2016               |

### العملات المعدنية
| إصدار2016-حتى الآن | إصدار2016-حتى الآن | إصدار2016-حتى الآن | إصدار2016-حتى الآن      | إصدار2016-حتى الآن | إصدار2016-حتى الآن | إصدار2016-حتى الآن | إصدار2016-حتى الآن | إصدار2016-حتى الآن | إصدار2016-حتى الآن |
| الصورة             | الصورة             | الفئة              | أبعاد الفئة (بالمليمتر) | اللون              | اللون              | الوصف | الوصف | الوصف              | تاريخ الطباعة      |
| الواجهة            | الخلفية            | الفئة              | أبعاد الفئة (بالمليمتر) | اللون              | اللون              | الواجهة | الخلفية | العلامة المائية    | تاريخ الطباعة      |
| ------------------ | ------------------ | ------------------ | ----------------------- | ------------------ | ------------------ | --- | --- | ------------------ | ------------------ |
|                    |                    | 2 ريال             |                         |                    | ذهبي و فضي         | صورة جلالة الملك عبد العزيز آل سعود، فقد نقش إلى يمين الصورة اسم جلالة الملك (الملك عبد العزيز بن عبد الرحمن آل سعود).                                                | قيمة الفئة بالأرقام (2) يعلوها قيمة الفئة بالأحرف العربية (ريالان) ، وأسفل الرقم قيمة الفئة بالأحرف الإنجليزية (TWO RIYALS).                   |                    | 2016               |
|                    |                    | 1 ريال             |                         |                    | ذهبي و فضي         | صورة خادم الحرمين الشريفين الملك سلمان بن عبد العزيز آل سعود، فقد نقش إلى يمين الصورة لقب وأسم جلالة الملك (خادم الحرمين الشريفين الملك سلمان بن عبد العزيز آل سعود). | قيمة الفئة بالأرقام (1) يعلوها قيمة الفئة بالأحرف العربية (ريال) ، وأسفل الرقم قيمة الفئة بالأحرف الإنجليزية (ONE RIYALS ).                    |                    | 2016               |
|                    |                    | 50 هللة            |                         |                    | ذهبي               | شعار الدولة، يعلوها لقب (خادم الحرمين الشريفين)،نقش أسفل الشعار اسم (الملك سلمان بن عبد العزيز آل سعود).                                                              | قيمة الفئة بالأرقام (50) يعلوها قيمة الفئة بالأحرف العربية (خمسون هللة)، وأسفل الرقم قيمة الفئة بالأحرف الإنجليزية (FIFTY HALALAS).            |                    | 2016               |
|                    |                    | 25 هللة            |                         |                    | ذهبي               | شعار الدولة، يعلوها لقب (خادم الحرمين الشريفين)، نقش أسفل الشعار اسم (الملك سلمان بن عبد العزيز آل سعود).                                                             | قيمة الفئة بالأرقام (25) يعلوها قيمة الفئة بالأحرف العربية (خمس وعشرون هللة)، وأسفل الرقم قيمة الفئة بالأحرف الإنجليزية (TWENTY FIVE HALALAS). |                    | 2016               |
|                    |                    | 10 هللات           |                         |                    | فضي                | شعار الدولة، يعلوها لقب (خادم الحرمين الشريفين)، نقش أسفل الشعار اسم (الملك سلمان بن عبد العزيز آل سعود).                                                             | قيمة الفئة بالأرقام (10) يعلوها قيمة الفئة بالأحرف العربية (عشر هللات)، وأسفل الرقم قيمة الفئة بالأحرف الإنجليزية (TEN HALALAS).               |                    | 2016               |
|                    |                    | 5 هللات            |                         |                    | فضي                | شعار الدولة، يعلوها لقب (خادم الحرمين الشريفين)، نقش أسفل الشعار اسم (الملك سلمان بن عبد العزيز آل سعود).                                                             | قيمة الفئة بالأرقام (5) يعلوها قيمة الفئة بالأحرف العربية (خمس هللات)، وأسفل الرقم قيمة الفئة بالأحرف الإنجليزية (FIVE HALALAS).               |                    | 2016               |
|                    |                    | 1 هللة             |                         |                    | فضي                | شعار الدولة، يعلوها لقب (خادم الحرمين الشريفين)، نقش أسفل الشعار اسم (الملك سلمان بن عبد العزيز آل سعود).                                                             | قيمة الفئة بالأرقام (1) يعلوها قيمة الفئة بالأحرف العربية (هللة واحدة) ، وأسفل الرقم قيمة الفئة بالأحرف الإنجليزية (ONE HALALA).               |                    | 2016               |

## إصدارات تذكارية

صورة لورقتين من فئة 20 ريال بمناسبة رئاسة المملكة لقمة العشرين (G20)

- أصدر البنك المركزي السعودي عملة ورقية سعودية تذكارية من فئة العشرين ريال، بمناسبة رئاسة السعودية لقمة مجموعة العشرين،  وتم تداولها اعتباراً من يوم الأحد 1442/03/08هـ الموافق 2020/10/25م، وذلك جنباً إلى جنب مع الأوراق النقدية المتداولة حالياً بجميع فئاتها بصفتها عملة رسمية قانونية. تمت طباعة هذه الفئة وفق أحدث المعايير في مجال طباعة الأوراق النقدية، وتميز بالعديد من المواصفات الفنية، والعلامات الأمنية عالية الجودة، وبتصميم مميز بلون أرجواني يبرز الزخارف المستوحاة من شعار قمة العشرين. لافتة إلى أن تصميم ورقة فئة العشرين ريالاً تضمّن صورة خادم الحرمين الشريفين الملك سلمان بن عبد العزيز آل سعود على وجه هذه الفئة، وشعار رئاسة المملكة لمجموعة العشرين (G20) بشكل ثلاثي الأبعاد. فيما تضمّن ظهر الورقة خريطة العالم موضح عليها دول مجموعة العشرين بلون مختلف.[11][12]
- أعلن البنك المركزي السعودي في 24 أبريل 2021 عزمه طرح فئة المئتي ريال بمناسبة مرور خمسة أعوام على إطلاق رؤية السعودية 2030 في عهد الملك سلمان بن عبد العزيز، وذلك بدءا من يوم 13 رمضان 1442هـ الموافق 25 أبريل 2021.[13]

## رمز عملة الريال السعودي
في  20 فبراير 2025م اعتمد الملك سلمان بن عبدالعزيز ، رمز عملة الريال السعودي "" في خطوة تهدف إلى تعزيز هوية العملة الوطنية. ويجسد الرمز  ثقافة السعودية وتراثها الأصيل، حيث يحمل الرمز اسم "ريال" بتصميم مستوحى من الخط العربي.

## العملات المتداولة
عملات معدنية متداولة
- 1 هللة.
- 5 هللات.
- 10 هللات.
- 25 هللة.
- 50 هللة.
- 100 هللة.
- 1 ريال = 100 هللة.
- 2 ريال = 200 هللة.

أوراق نقدية متداولة
- 1 ريال (توقف في الإصدار السادس، إلا أنه لا يزال متداولاً).
- 5 ريال
- 10 ريال
- 20 ريال
- 50 ريال
- 100 ريال
- 200 ريال
- 500 ريال

## وصلات خارجية
- البنك المركزي السعودي